# Flemington (Virginia Occidental)
Flemington es un pueblo ubicado en el condado de Taylor en el estado estadounidense de Virginia Occidental. En el Censo de 2010 tenía una población de 312 habitantes y una densidad poblacional de 394,96 personas por km².

## Geografía
Flemington se encuentra ubicado en las coordenadas 39°16′00″N 80°07′46″O / 39.26667, -80.12944. Según la Oficina del Censo de los Estados Unidos, Flemington tiene una superficie total de 0.79 km², de la cual 0.79 km² corresponden a tierra firme y (0%) 0 km² es agua.

## Demografía
Según el censo de 2010, había 312 personas residiendo en Flemington. La densidad de población era de 394,96 hab./km². De los 312 habitantes, Flemington estaba compuesto por el 98.72% blancos, el 0.64% eran afroamericanos, el 0% eran amerindios, el 0% eran asiáticos, el 0% eran isleños del Pacífico, el 0% eran de otras razas y el 0.64% pertenecían a dos o más razas. Del total de la población el 2.56% eran hispanos o latinos de cualquier raza.